# Isabel Caro Wilson
Isabel Caro Wilson es una diplomática, empresaria, escritora e hispanista filipina. Ha sido embajadora de Filipinas en España y es una mujer de gran inquietud cultural, habiendo sido directora del Centro Cultural de Filipinas (CCP). En el año 1997 le fue concedido el Premio Zobel.
Durante su residencia en España promocionó notablemente la cultura de su país y la relación entre ambos, creando una rondalla y grupo folclórico filipinos en Madrid formado por compatriotas suyos de diferente perfil (estudiantes, trabajadores…) que vivían en dicha ciudad. Estos participaron en diversos festivales por toda la geografía española.
Según la revista ‘’Town and Country’’ era una de las diez mujeres con más estilo e influencia de Filipinas en el año 2010.
Ha sido columnista del Manila Chronicle y liderado multitud de proyectos y asociaciones empresariales, artísticas y culturales.

## Premios
- 1997. Premio Zobel